# Kuwertura

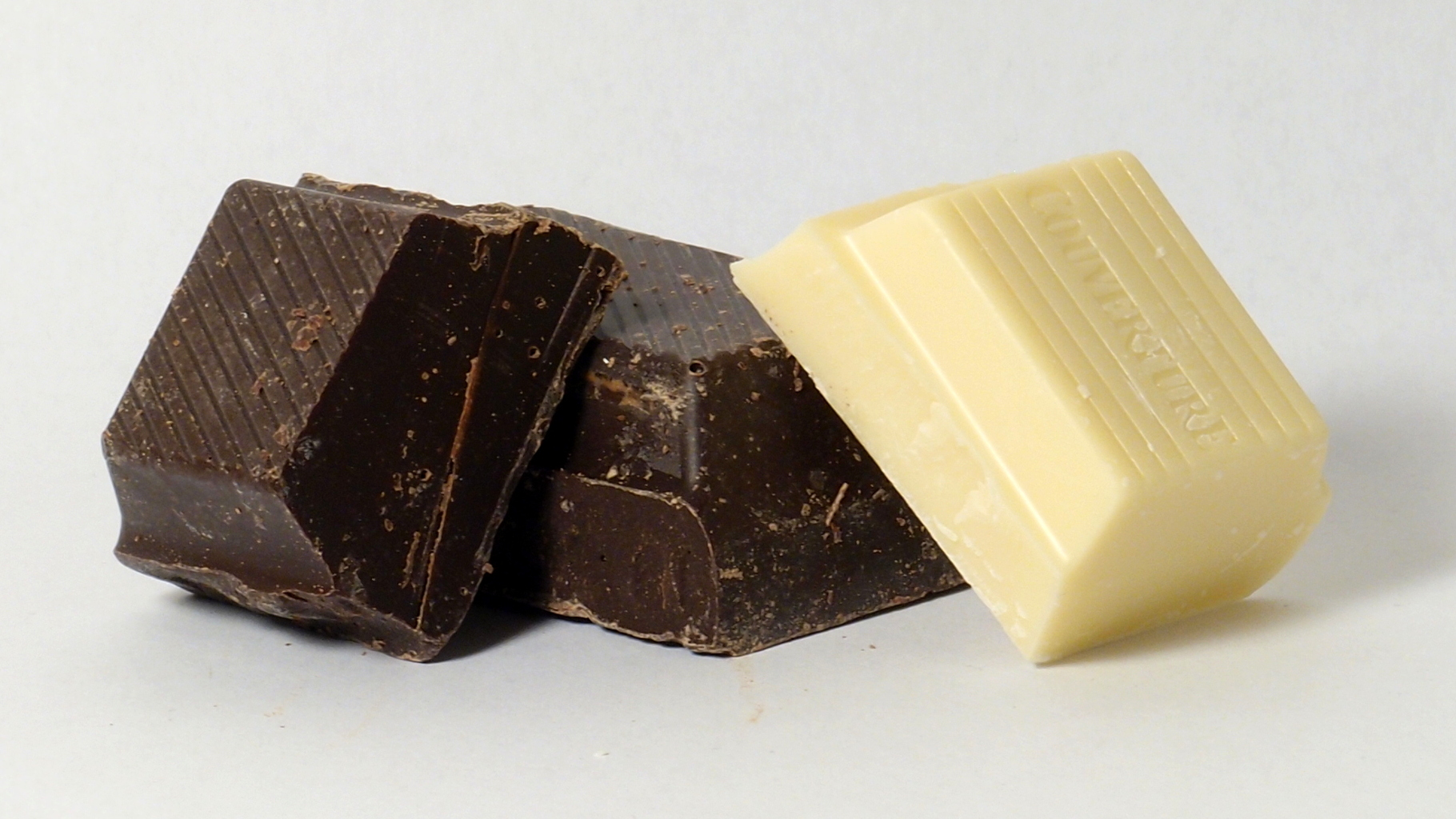
Kuwertura w kostkach

Kuwertura (fr. couverture – kołdra, osłona, pokrywa) to czekolada wysokiej jakości zawierająca więcej (32-35%) masła kakaowego niż zwykła czekolada. W połączeniu z obróbką termiczną nadaje to kuwerturze połysk, łagodny i długo utrzymujący się smak oraz charakterystyczny trzask przy łamaniu.
Używana w cukiernictwie i przemyśle spożywczym jako półprodukt do polewy czekoladowej, czekoladek i innych przetworów czekoladowych. Dla odbiorców komercyjnych oferowana zwykle w blokach po 2,5 kg, w handlu detalicznym tabliczki po 100-200 g.
Udział procentowy proszku kakaowego i masła kakaowego w kuwerturze zależy od marki. Generalnie, by wyrób można było nazwać kuwerturą, powinien on zawierać 32-39% masła kakaowego. Łączny udział procentowy wyrobów z miazgi kakaowej w kuwerturze powinien wynosić co najmniej 54%. Zawartość cukru powinna być prawie równoważna (ok. 45%), a pozostałe składniki to wanilia i – rzadziej – lecytyna sojowa (E322).
Przez cukierników kuwertura jest wykorzystywana do fondue, powlekania (stąd nazwa) i ozdabiania deserów oraz garnirowania.
Kuwertury nie należy mylić z wyrobem czekoladopodobnym ani polewą czekoladową. Produkty te charakteryzują się niższą zawartością produktów z miazgi kakaowej i mogą zawierać oleje roślinne, palmowe oraz kokosowe, tłuszcze uwodornione i aromaty sztuczne, identyczne z kakaowym.
W zależności od rodzaju kuwertury mogła ona zostać poddana obróbce termicznej (w przypadku kuwertury jest to tempering) wcześniej. Wtedy jest gotowa do użycia. Możemy też spotkać na rynku kuwerturę, którą obróbce termicznej musimy poddać sami.

## Tempering kuwertury
Kuwertura jest zwykle oferowana w postaci bloków. Żeby ją przetworzyć, musi być wytemperowana, aby uzyskać równomierną strukturę i uniknąć rozdzielenia się kakao i masła kakaowego.
Można to zrobić na trzy sposoby:
1. Tablowanie: Rozdrobnioną kuwerturę roztopić w kąpieli wodnej przy maksymalnie 40 °C. Co najmniej połowę ciekłej kuwertury wylać na czystą, zimną powierzchnię marmurową lub stalową. Pracować szpachlą i paletą. Zgarniać kuwerturę paletą z zewnątrz do środka, tężejącą kuwerturę zdejmować szpachlą z palety. Kiedy kuwertura zacznie tężeć, natychmiast wymieszać ją z pozostałą płynną kuwerturą.
2. Szczepienie: Do ciepłej, płynnej kuwertury dodawać porcjami startą kuwerturę. Kiedy zacznie tężeć, znów powoli podgrzewać.
3. Schładzanie szokowe: Podgrzaną do 45 °C kuwerturę schłodzić w zamrażarce, od czasu do czasu mieszając. Kiedy ostygnie do 25 °C, wyjąć i podgrzać do 29-32 °C.

Najprostszą metodą kontroli jest zanurzenie palety w kuwerturze. Jeżeli kuwerura jest dobrze wytemperowana, a paleta ma temperaturę 20-25 °C, kuwertura po kilku minutach w najcieńszym miejscu zaczyna tężeć. Dla uzyskania ładnego połysku konieczna jest ponadto odpowiednia temperatura powietrza (idealnie 20 °C) i przede wszystkim obiektu, który powlekamy kuwerturą (pomiędzy 20 a 27 °C). 
Odpowiednie temperatury są decydujące:
Rozpuszczanie kuwertury w 40 °C.
Schładzanie do 30 °C
Ponowne podgrzewanie do 32 °C.
Temperatura przetwarzania ciemnej kuwertury leży pomiędzy 30 i 33 °C, dla kuwertury mlecznej pomiędzy 30 i 32 °C.
Małe ilości w domu można też rozpuszczać w stalowym garnku nad parą, a następnie, w zimnej kąpieli wodnej, schładzać na ściankach garnka, pracując drewnianą łyżką. Tylko w ten sposób można uzyskać idealną, chrupką i matowo błyszczącą polewę (por. tort Sachera).